# Roman Grzybowski
Roman Aleksander Grzybowski (ur. 18 lutego 1941 w Puławach, zm. 9 lipca 2022) – polski technolog żywności i żywienia, profesor nauk rolniczych.

## Życiorys
W 1964 ukończył studia na Wydziale Technologii Rolno-Spożywczej Szkoły Głównej Gospodarstwa Wiejskiego. W tym samym roku rozpoczął pracę w macierzystej uczelni, w Katedrze Technologii Przemysłu Rolno-Spożywczego (następnie przemianowanej na Katedrę Technologii Żywności). W 1973 obronił pracę doktorską, w 1984 otrzymał stopień doktora habilitowanego, w 1996 r. uzyskał tytuł profesora nauk rolniczych.
Od lutego 1992 do lipca 2012 był dyrektorem Instytutu Biotechnologii Przemysłu Rolno-Spożywczego. W latach 1997–2000 był zastępcą prezesa Polskiego Towarzystwa Technologów Żywności.

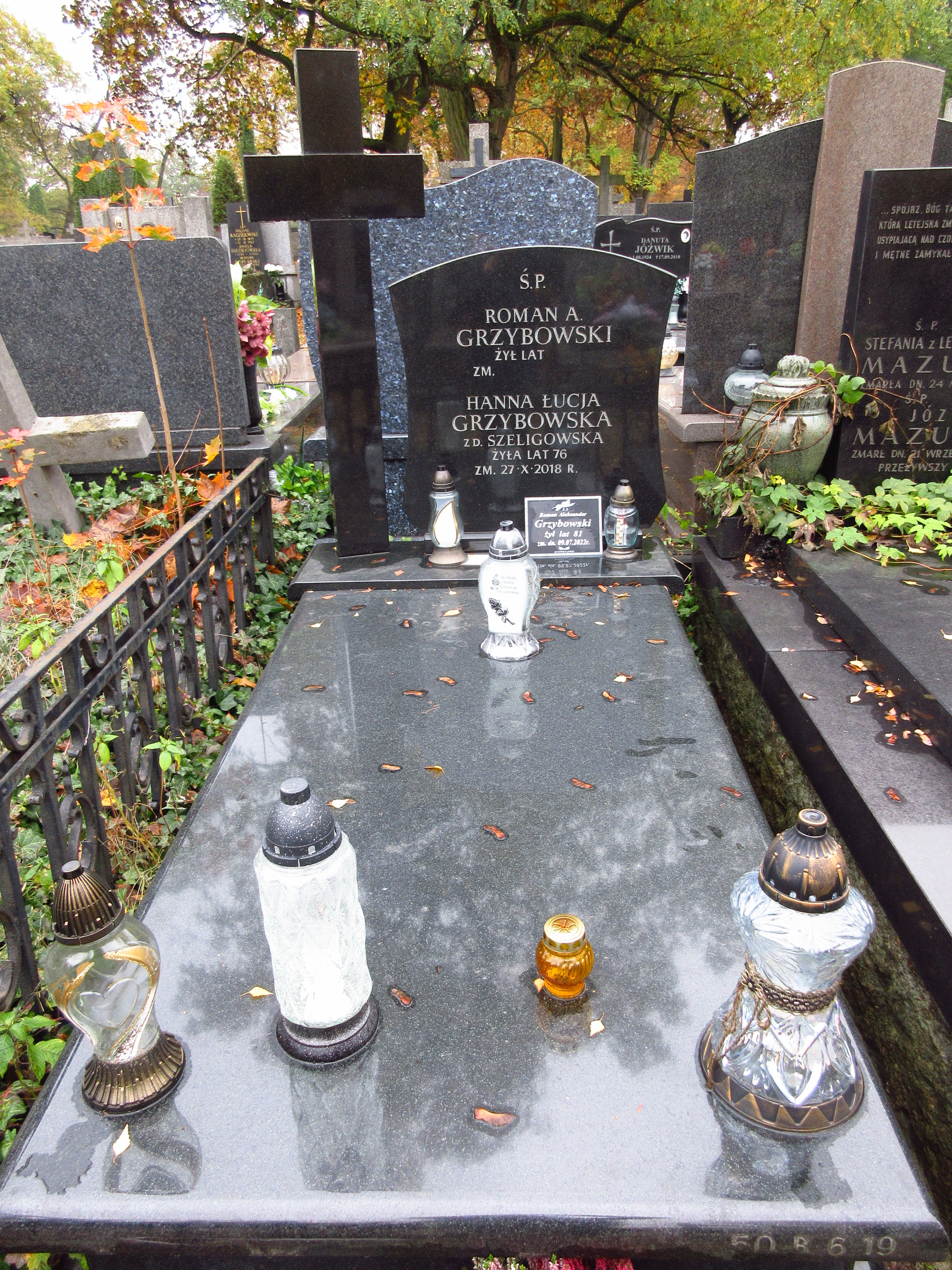
Grób profesora Romana Grzybowskiego na Cmentarzu Bródnowskim.

Był członkiem Komitetu Nauk o Żywności PAN.
Był odznaczony Złotym Krzyżem Zasługi oraz Krzyżem Kawalerskim (2000) i Krzyżem Oficerskim Orderu Odrodzenia Polski (2012).
Pochowany na cmentarzu Bródnowskim w Warszawie (kwatera 50B-6-19).